# Grand Prix-wegrace van Thailand
De Grand Prix van Thailand voor motorfietsen is een motorsportrace, die vanaf 2018 wordt gehouden in de strijd om het wereldkampioenschap wegrace. Het evenement heeft een contract getekend om minstens tot en met 2020 op de kalender van het kampioenschap te staan. Het evenement vindt plaats op het Chang International Circuit.

## Circuits

Chang International Circuit

## Statistiek
| Editie | Seizoen | Circuit | Klasse | Winnaar                       | Tweede                      | Derde                      | Poleposition                 | Snelste ronde                  |
| ------ | ------- | ------- | ------ | ----------------------------- | --------------------------- | -------------------------- | ---------------------------- | ------------------------------ |
| 1      | 2018    | Buriram | Moto3  | Fabio Di Giannantonio (Honda) | Lorenzo Dalla Porta (Honda) | Dennis Foggia (KTM)        | Marco Bezzecchi (KTM)        | Dennis Foggia (KTM)            |
| 1      | 2018    | Buriram | Moto2  | Francesco Bagnaia (Kalex)     | Luca Marini (Kalex)         | Miguel Oliveira (KTM)      | Lorenzo Baldassarri (Kalex)  | Francesco Bagnaia (Kalex)      |
| 1      | 2018    | Buriram | MotoGP | Marc Márquez (Honda)          | Andrea Dovizioso (Ducati)   | Maverick Viñales (Yamaha)  | Marc Márquez (Honda)         | Marc Márquez (Honda)           |
|        |         |         |        |                               |                             |                            |                              |                                |
| 2      | 2019    | Buriram | Moto3  | Albert Arenas (KTM)           | Lorenzo Dalla Porta (Honda) | Alonso López (Honda)       | Celestino Vietti (KTM)       | Ai Ogura (Honda)               |
| 2      | 2019    | Buriram | Moto2  | Luca Marini (Kalex)           | Brad Binder (KTM)           | Iker Lecuona (KTM)         | Lorenzo Baldassarri (Kalex)  | Álex Márquez (Kalex)           |
| 2      | 2019    | Buriram | MotoGP | Marc Márquez (Honda)          | Fabio Quartararo (Yamaha)   | Maverick Viñales (Yamaha)  | Fabio Quartararo (Yamaha)    | Marc Márquez (Honda)           |
|        |         |         |        |                               |                             |                            |                              |                                |
| 3      | 2022    | Buriram | Moto3  | Dennis Foggia (Honda)         | Ayumu Sasaki (Husqvarna)    | Riccardo Rossi (Honda)     | Dennis Foggia (Honda)        | Jaume Masiá (KTM)              |
| 3      | 2022    | Buriram | Moto2  | Tony Arbolino (Kalex)         | Filip Salač (Kalex)         | Arón Canet (Kalex)         | Somkiat Chantra (Kalex)      | Tony Arbolino (Kalex)          |
| 3      | 2022    | Buriram | MotoGP | Miguel Oliveira (KTM)         | Jack Miller (Ducati)        | Francesco Bagnaia (Ducati) | Marco Bezzecchi (Ducati)     | Johann Zarco (Ducati)          |
|        |         |         |        |                               |                             |                            |                              |                                |
| 4      | 2023    | Buriram | Moto3  | David Alonso (GasGas)         | Taiyo Furusato (Honda)      | Collin Veijer (Husqvarna)  | Deniz Öncü (KTM)             | Deniz Öncü (KTM)               |
| 4      | 2023    | Buriram | Moto2  | Fermín Aldeguer (Boscoscuro)  | Pedro Acosta (Kalex)        | Somkiat Chantra (Kalex)    | Fermín Aldeguer (Boscoscuro) | Fermín Aldeguer (Boscoscuro)   |
| 4      | 2023    | Buriram | MotoGP | Jorge Martín (Ducati)         | Francesco Bagnaia (Ducati)  | Brad Binder (KTM)          | Jorge Martín (Ducati)        | Marco Bezzecchi (Ducati)       |
|        |         |         |        |                               |                             |                            |                              |                                |
| 5      | 2024    | Buriram | Moto3  | David Alonso (CFMoto)         | Luca Lunetta (Honda)        | Collin Veijer (Husqvarna)  | Joel Kelso (KTM)             | Luca Lunetta (Honda)           |
| 5      | 2024    | Buriram | Moto2  | Arón Canet (Kalex)            | Ai Ogura (Boscoscuro)       | Marcos Ramírez (Kalex)     | Ai Ogura (Boscoscuro)        | Ai Ogura (Boscoscuro)          |
| 5      | 2024    | Buriram | MotoGP | Francesco Bagnaia (Ducati)    | Jorge Martín (Ducati)       | Pedro Acosta (KTM)         | Francesco Bagnaia (Ducati)   | Fabio Di Giannantonio (Ducati) |
|        |         |         |        |                               |                             |                            |                              |                                |
| 6      | 2025    | Buriram | Moto3  | José Antonio Rueda (KTM)      | Álvaro Carpe (KTM)          | Adrián Fernández (Honda)   | Matteo Bertelle (KTM)        | David Muñoz (KTM)              |
| 6      | 2025    | Buriram | Moto2  | Manuel González (Kalex)       | Arón Canet (Kalex)          | Senna Agius (Kalex)        | Manuel González (Kalex)      | Manuel González (Kalex)        |
| 6      | 2025    | Buriram | MotoGP | Marc Márquez (Ducati)         | Álex Márquez (Ducati)       | Francesco Bagnaia (Ducati) | Marc Márquez (Ducati)        | Marc Márquez (Ducati)          |